# Metro de Xi'an
El Metro de Xi'án (en chino:西安地铁) es el sistema de transporte masivo de la ciudad-subprovincia de Xi'an, capital de la provincia de Shaanxi, República Popular China. Cuenta en la actualidad con diez líneas de metro, abriendo la segunda en septiembre de 2011. Cuenta con 17 estaciones en 20 km de vía férrea de norte a sur. Se estima que el costo fue de 18 mil millones de yuanes o USD 2.24 mil millones. El tiempo de viaje es de sólo 39 minutos para toda la longitud.
El sistema tiene 10 líneas en operación y 5 en construcción. La Línea 2 abrió al público el 16 de septiembre de 2011. [2] La Línea 1 comenzó a operar el 15 de septiembre de 2013. La Línea 3 comenzó a operar después de meses de retraso el 8 de noviembre de 2016. La Línea 4 abrió el 26 de diciembre de 2018. Líneas 5 , 6, 9 inauguradas en diciembre de 2020. Línea 14 inaugurada en septiembre de 2019 y ampliada en junio de 2021. Línea 16 inaugurada el 27 de junio de 2023.

## Red
| Líneas    | Terminales | Terminales         | Inauguración | Nueva Extensión | Longitud en km | Estaciones |
|           |            |                    |              |                 |                |            |
| █ Línea 1 | Houweizhai | Fangzhicheng       | 2013         | —               | 25.36          | 19         |
| █ Línea 2 | Bei Kezhan | Xingzheng Zhongxin | 2011         | —               | 20             | 17         |
|           |            |                    |              |                 |                |            |

Línea	Terminales
(Distrito)	Comienzo	
Extensión más reciente	Longitud
km	Estaciones	Operadores
```
1 	Fenghesenlingongyuan ( Qindu)
```

Fangzhicheng
( Baqiao )	2013	2019	31.45 [8]	23	
```
2 	Caotán
```

( Weiyang )	Changninggong
( Chang'an )	2011	2023	33.637 [9] [10]	25	
```
3 	Yuhuazhai
```

( Yanta )	Baoshuiqu
( Baqiao )	2016	—	39.15	26	
```
4 	Xi'an Beizhan
```

( Weiyang )	Hangtian Xincheng
( Chang'an )	2018	—	35.2	29	
```
5 	Matengkong
```

( Yanta )	Chuangxingang
( Chang'an )	2020	—	41.6 [11]	31	
```
6 	Xi'anguojiyixuezhongxin
```

( Chang'an )	Fangzhicheng
( Baqiao )	2020	2022	35.1 [11]	30	
```
9 	Fangzhicheng
```

( Baqiao )	Qinlingxi
( Lintong )	2020	—	25.3	15	
```
14 	Aeropuerto Oeste (T1, T2, T3)
```

( Weicheng, Xianyang )	Heshao
( Baqiao )	2019	2021	42.96	17 _	
```
dieciséis 	Qinchuangyuanzhongxin	Shijingli	2023		15.03	9	
```

Total	300	205

## Líneas en construcción
La Línea 1 fue programada para comenzar en 2009, pero debido a la crisis financiera de 2007-2010 quedó prevista para el 2013. La ruta se extenderá de este a oeste.
Para acelerar la velocidad de desarrollo económico entre Xi'an y Xianyang , el Departamento de Transporte de Xi'an ha decidido ampliar la línea 1 para promover el turismo de negocios entre las dos ciudades.
La Línea 3 comenzó a construirse en 2011 y se espera que termine en 2015. La línea tendrá 50,5 kilómetros largo y 31 estaciones.
La Línea 5 es un proyecto que se espera que inicie en 2020, se está haciendo una ruta de tipo prueba de sección.
Hay un proyecto de transporte para esta ciudad que abarca 15 líneas de metro antes de 2030.
| Líneas    | Fase   | Terminales         | Terminales | En construcción | Inauguración | Longitud en km | Estaciones |
|           |        |                    |            |                 |              |                |            |
| █ Línea 2 | II     | Xingzheng Zhongxin | Weiqunan   | 2009            | 2014         | 5.8            | 4          |
| █ Línea 3 | I      | Yuhuazhi           | Baoshuiqu  | 2011            | 2015         | 39.1           | 26         |
| █ Línea 4 | Prueba | Dayanta            | Wulukou    | 2011            | 2016         | 5.11           | 5          |
|           |        |                    |            |                 |              |                |            |